# Día de la Independencia de Ucrania
El Día de la Independencia de Ucrania (en ucraniano: День незалежності України) es una fiesta nacional de Ucrania, que se celebra anualmente el 24 de agosto en honor a la Declaración de Independencia de Ucrania por la Rada Suprema de la RSS de Ucrania en 1991. Esta fecha se considera también la restauración del estado independiente de la República Popular Ucraniana ocupada por la Rusia Soviética en la primavera de 1921. 

## Historia
Cuando Ucrania todavía era una república soviética, la diáspora ucraniana reconoció tradicionalmente el 22 de enero (la Declaración de Independencia de la República Popular Ucraniana en 1918) como el Día de la Independencia de Ucrania.
La forma actual de la festividad se celebró por primera vez el 16 de julio de 1991, como el primer aniversario de la Declaración de Soberanía Estatal de la RSS de Ucrania aprobada por la Rada Suprema en 1990. Desde que se emitió la Declaración de Independencia el 24 de agosto de 1991, y confirmado por referéndum del 1º de diciembre de 1991, se modificó la fecha de la fiesta.

## Celebraciones por año

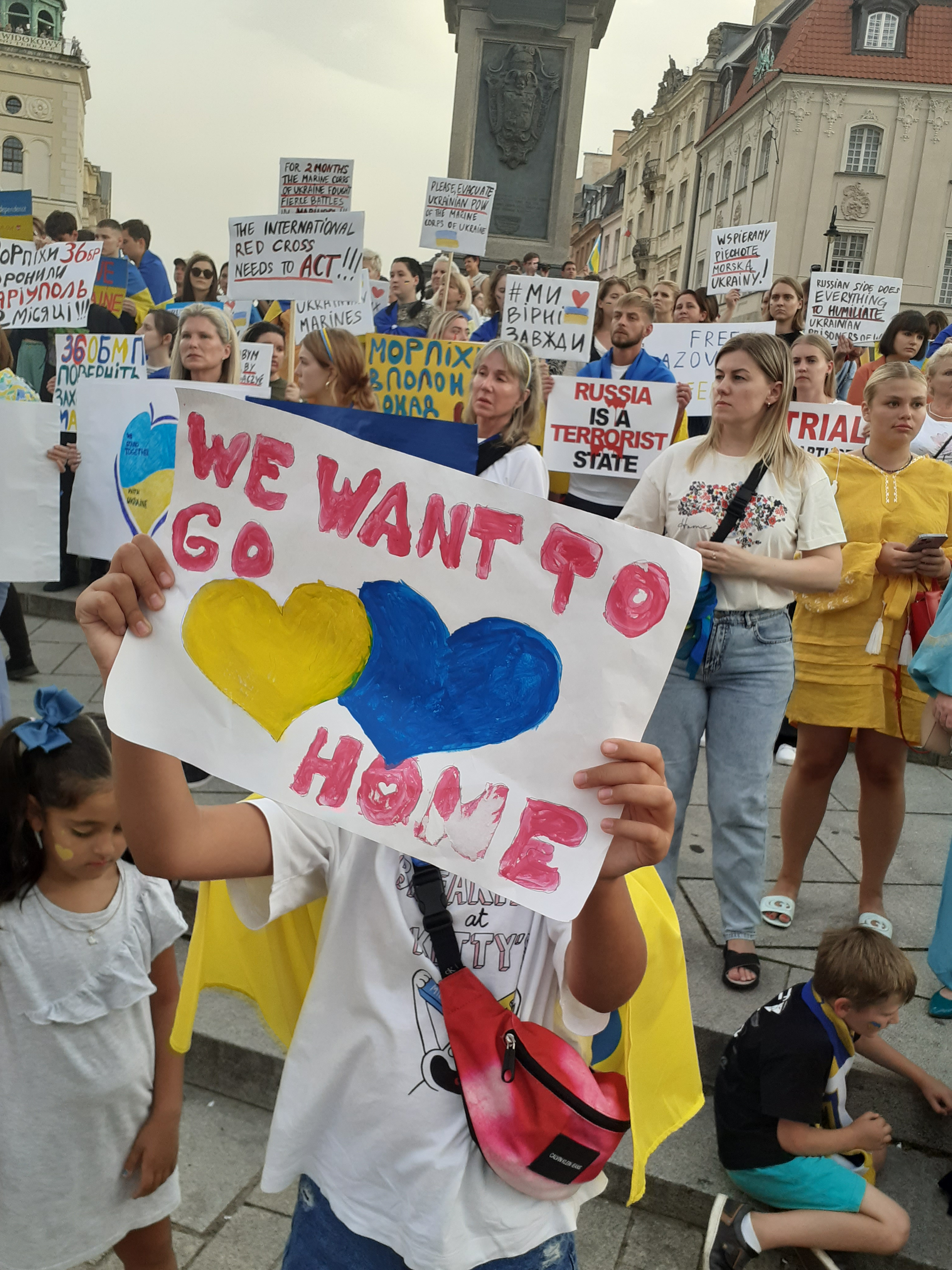
Día de la Independencia de Ucrania en Varsovia, 2022.

### 2021
En 2021, Ucrania celebró el 30 aniversario de su independencia con tres días de eventos. Una empresa de Leópolis diseñó un logotipo especial del 30 aniversario y se anunció un nuevo premio conocido como la «Leyenda Nacional», que se entregó en una ceremonia el 22 de agosto. También se anunció que la primera Cumbre de la Plataforma de Crimea se llevaría a cabo el 23 de agosto. Se invitó a varios líderes extranjeros a las celebraciones del 30 aniversario, entre ellos el presidente estadounidense Joe Biden, la presidenta griega Katerina Sakellaropoulou, el presidente lituano Gitanas Nausèda y la presidenta moldava Maia Sandu.
El 24 de agosto, un gran desfile militar se abrió paso a través de Kiev pasando por la Plaza de la Independencia, con tropas de las fuerzas terrestres, fuerzas de operaciones especiales y unidades visitantes de varias fuerzas armadas extranjeras. El desfile incluyó a más de 5000 soldados, 400 tanques y vehículos blindados. El evento también incluyó un sobrevuelo de unidades de la Fuerza Aérea de Ucrania sobre Kiev. Simultáneamente, se mostró a las unidades de la Armada de Ucrania realizando ejercicios en Odesa. Las tropas visitantes de Eslovenia, Moldavia, Polonia, los Estados Unidos y Canadá marcharon con las fuerzas ucranianas y dos Eurofighter Typhoon de la Royal Air Force británica participaron en el sobrevuelo junto con cuatro F-16.
Inmediatamente antes del desfile, el presidente Volodímir Zelenski se dirigió a la multitud y pidió relaciones más estrechas con otros países exsoviéticos, naciones europeas y la OTAN.